# Juan Zuccarino
Juan Andrés Zuccarino (Uruguay, 5 de mayo de 1999), más conocido como Juan Zuccarino, es un jugador profesional uruguayo de rugby que se desempeña en la posición de apertura en Peñarol Rugby, equipo perteneciente a la liga Super Rugby Américas.

## Carrera
Zuccarino comenzó su carrera deportiva con el equipo Montevideo Cricket Club. En 2022 se unió a Selknam Rugby, en 2023 pasó a Peñarol Rugby, donde lleva jugando dos temporadas.